# Résolution 1390 du Conseil de sécurité des Nations unies
Membres permanents
- Chine
- États-Unis
- France
- Royaume-Uni
- Russie

Membres non permanents
- Bulgarie
- Cameroun
- Colombie
- Guinée
- Irlande
- Mexique
- Maurice
- Norvège
- Singapour
- Syrie

Résolution no 1389 Résolution no 1391
La résolution 1390 du Conseil de sécurité des Nations unies fut adoptée à l'unanimité le 16 janvier 2002. Après avoir réaffirmé toutes les résolutions sur la situation en Afghanistan, en particulier les résolutions 1267 (de 1999), 1333 (de 2000), 1363 (de 2001), 1378 (de 2001) et 1383 (de 2001) et les résolutions 1368 (de 2001) et 1373 (de 2001) sur le terrorisme, le Conseil a imposé de nouvelles sanctions contre Oussama Ben Laden, Al-Qaïda, les Talibans et d'autres personnes ou groupes qui leur sont associées.
Bien que le Conseil de sécurité ait adopté des résolutions de sanctions contre des entités non étatiques dans le passé, la résolution 1390 marque la première fois qu’elle adopte une résolution sans lien territorial.

## Résolution

### Observations
Le Conseil de sécurité a pris note des activités continues d'Oussama ben Laden et du réseau Al-Qaida pour soutenir le terrorisme international. Il a réaffirmé sa condamnation des attentats du 11 septembre aux États-Unis et des actes d’accusation émis contre Oussama ben Laden et ses affiliés, à la suite des attentats de 1998 au Kenya et en Tanzanie.
En outre, le préambule de la résolution indiquait que les Talibans n’avaient pas répondu aux demandes du Conseil de sécurité. Il a condamné les Talibans pour avoir permis à l'Afghanistan d'être utilisé comme base d'activités terroristes et d'entraînement par le réseau Al-Qaida. Il a dénoncé Al-Qaïda et les groupes terroristes associés pour de multiples attaques terroristes ayant entraîné la mort de civils innocents et la destruction de biens.

### Contenu
Agissant en vertu du Chapitre VII de la Charte des Nations unies, le Conseil a décidé de maintenir les mesures visant à geler les fonds d'Al-Qaida et des Talibans et a levé les mesures concernant les aéronefs anciennement contrôlés par les Talibans, conformément à la résolution 1388 (2002). Il a ensuite décidé d'imposer de nouvelles mesures à l'égard d'Oussama Ben Laden, des Talibans et d'Al-Qaïda, appelant tous les États à:
- geler sans délai les ressources économiques et autres actifs financiers;
- empêcher l'entrée ou le transit sur leur territoire des individus et des organisations;
- imposer un embargo sur les armes.

Les mesures seraient réexaminées dans un délai de 12 mois et tous les États ont été instamment priés de mettre pleinement en œuvre la résolution 1373. Le comité du Conseil de sécurité créé par la résolution 1267 a été prié de lui soumettre régulièrement des rapports sur la mise en œuvre de la résolution actuelle sur la base des informations qui lui ont été soumises par les pays sur les mesures qu’ils ont prises. Tous les États ont été instamment priés de faire un rapport dans les 90 jours, puis selon un calendrier établi par le Comité.
Il a été demandé à tous les pays de renforcer et d’appliquer les sanctions prévues par leur législation nationale contre les personnes et les entités opérant sur leur territoire pour faire face aux violations des mesures. En outre, ils ont ensuite été invités à rendre compte des résultats de leurs actions au comité, à moins que cela ne compromette leurs enquêtes. Le Secrétaire général Kofi Annan a été prié de charger le groupe de contrôle dont le mandat expirait le 19 janvier 2002 de suivre l’application des sanctions contenues dans la résolution actuelle. Il était tenu de présenter un rapport avant le 31 mars 2002 et tous les quatre mois par la suite.